# Axinita-(Mg)
La axinita-(Mg) es un borosilicato de aluminio, calcio y magnesio del grupo  de la axinita, con magnesio como catión dominante en el lugar de la estructura que puede estar ocupado también por hierro y por manganeso . Fue descubierto en material gema procedente de Merelani Hills, Lelatema Mts, región de Manyara (Tanzania), que consecuentemente es su localidad tipo. Recibió inicialmente el nombre de magnesioaxinita, haciendo referencia a su pertenencia al grupo de la axinita y al papel del magnesio como catión dominante. Posteriormente la International Mineralogical Association (IMA) cambió el nombre a axinita-(Mg). Ocasionalmente se ha tallado como gema de colección.  

## Propiedades físicas y químicas
Como el resto de los minerales del grupo de la axinita, la axinita-(Mg) pertenece al sistema triclínico, apareciendo en forma de cristales con la morfología característica de hoja de hacha.  Su estructura puede describirse como una secuencia de capas alternas de cationes coordinados de forma tetraédrica y octaédrica..

## Yacimientos
Los minerales del grupo de la axinita se encuentran en entornos de metamorfismo de contacto, regional o metasomático de grado medio a bajo, en entornos que contienen boro. La axinita-(Mg) aparece más frecuentemente en zonas de metamorfismo de contacto.
Es un mineral relativamente raro, conocido en alrededor de una docena de localidades en el mundo. Además de la localidad tipo, ya señalada, en la que aparecen ejemplares con cristales transparentes de diversos colores,de un tamaño de hasta 3 cm, se ha encontrado en la zona de Lunning, Mineral Co.,  Nevada (USA), como cristales de color marrón violáceo. En España se ha encontrado axinita-(Mg) asociada a calcita cristalina en la diabasa de una cantera situada en El Zurcido, Adamuz (Córdoba).